# 圣罗曼勒诺布勒
圣罗曼勒诺布勒（法語：Saint-Romain-le-Noble，法語發音：[sɛ̃ ʁɔmɛ̃ lə nɔbl]）是法国洛特-加龙省的一个市镇，属于阿让区。

## 地理
圣罗曼勒诺布勒（44°9'44"N, 0°47'7"E）面积8.5 平方千米，位于法国新阿基坦大区洛特-加龍省，该省份为法国西南部内陆省份，北起多爾多涅省，西接吉倫特省和朗德省，南至热尔省，东临塔恩-加龙省和洛特省。
与圣罗曼勒诺布勒接壤的市镇（或旧市镇、城区）包括：克莱蒙苏比朗、皮米罗勒、圣让德蒂拉克、圣尼古拉-德拉巴莱尔姆、圣皮埃尔-德克莱拉克、圣西克斯特、圣于尔西斯。

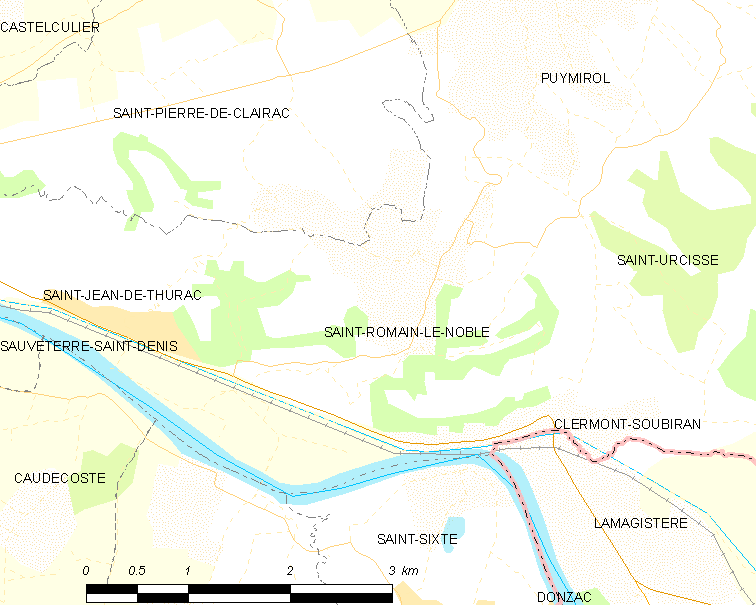
圣罗曼勒诺布勒的OSM定位图

圣罗曼勒诺布勒的时区为UTC+01:00、UTC+02:00（夏令时）。

## 行政
圣罗曼勒诺布勒的邮政编码为47270，INSEE市镇编码为47274。

## 政治
圣罗曼勒诺布勒所属的省级选区为东南阿日奈县。

## 人口

1962-2008年间圣罗曼勒诺布勒人口变化图示

圣罗曼勒诺布勒于2022年1月1日时的人口数量为401人。